# 1996年夏季奥林匹克运动会越南代表团
1996年夏季奥林匹克运动会越南代表团是越南派出的1996年夏季奥林匹克运动会代表团。